# 우지윈
우지윈(중국어: 吳季芸, 1982년 3월 8일 ~ 2019년 1월 20일) 또는 지지 우(영어: Gigi Wu)는 대만의 산악인이다. 대만 백악(百岳, 100대 명산) 정상에서 촬영한 비키니 수영복 차림의 사진으로 유명하다. 2019년 1월 초에 쥐펀산 아래에 위치한 우솽서루 구간에 오르던 도중에 발을 헛디뎌 약 20-30m 정도 깊은 계곡에 추락했는데 며칠 뒤에 구조대원들이 도착했을 때에 이미 숨진 채로 발견되었다.

## 등산 경력
우지윈은 학교를 졸업하고 무역 업계에서 근무했다. 그러다가 2013년경부터 등산을 접했고 4년 만에 대만 백악(百岳, 100대 명산) 등반에 도전해서 성공했다. 우지윈은 친구들과의 내기에 진 다음에 산 정상에 오를 때마다 비키니로 갈아입고 사진을 찍었기 때문에 "비키니 등산객"이라는 별칭이 붙었다. 그가 4년 동안 사진을 찍으면서 입은 비키니만 97벌에 달한다. 우지윈의 등반 기록은 화려한 편인데 1년 가운데 127일 동안에 걸쳐 산에 있었다고 한다. 우지윈은 생전에 "저는 외로움이 있기 때문에 항상 사람들과 어울리지 못했습니다. 그것이 바로 제가 산을 좋아하는 이유인지도 모릅니다."고 말했다.
우지윈은 2013년 1월에 높은 산을 오르기 시작했는데 1번째 등산 코스는 자밍호 코스였다. 2015년에는 대만 백악이 아닌 고난도 종주 코스에 도전하기 시작했다. 2016년 7월에 백악 등반 완성을 마친 우지윈은 대만 각지의 산을 등반하는 일정을 계속했다. 그는 2017년부터 2018년 사이에 많은 등산 기록을 발표했는데 상당수 코스가 산악인들이 거의 방문하지 않는 비인기 코스여서 많은 전문 산악인의 관심을 끌었다. 2017년에는 대만 백악이 아닌 높이가 3,000m가 넘는 168개의 높은 산과 긴 일수의 종주 코스를 밟기 시작했다.
우지윈은 2019년 1월 11일에 난터우현 신이향 둥푸에서 혼자 입산해 바퉁관, 마보라쓰산, 쥐펀산, 우솽서 등반을 계획했고 1월 24일에 쥔다린다오를 따라 하산할 예정이었다. 그러나 1월 19일에 쥐펀산 우솽서루 구간에서 우솽댜오차오 부근에 접근하다가 발을 헛디뎌 약 20-30m 정도 깊은 계곡에 추락했다. 의식이 어느 정도 깨어 있는 상태에 있던 그는 상체를 다쳤지만 하반신을 움직일 수 없어서 위성전화를 걸어 구조를 요청했다. 난터우현 소방서 제3대 수색 구조대원은 1월 21일 낮 12시경에 우지윈을 구조하기 위해 사고 현장에 도착했으나 악천후로 인하여 구조가 지연되었다. 1월 24일에는 난터우현 소방서 구조대원들이 우지윈의 시신을 발견했는데 저체온증으로 사망한 것으로 추정된다. 유족들의 증언에 따르면 법의학자들은 우지윈의 사망일이 2019년 1월 20일이라는 결론을 내렸다고 한다.

## 사후
미국의 스포츠 전문지인 《스포츠 일러스트레이티드》는 2020년 8월 31일에 게재된 커버 스토리에서 〈우지윈이 어떻게 인생의 꿈을 추구하다가 자신의 목숨을 잃었는가〉(How Gigi Wu Found and Lost Herself in the Clouds)라는 기사를 실었다. 이 글은 우지윈이 등산 경험을 쌓은 이후에 2017년 5월에 혼자서 대만 중양산맥을 등반했다고 전했다. 우지윈은 생전에 인터넷에 올린 글을 통해 "자신이 혼자서 등반하는 동안에 한 가지 실수만 있으면 이번 여행이 마지막이 될 수도 있다."고 전했다. 우지윈은 실제로 불과 1년 만에 상처투성이가 된 다리 사진을 공개했고 등산 도중에 발을 헛디뎌서 미끄러지는 사고를 당했다.
《스포츠 일러스트레이티드》는 미국 매사추세츠주 출신의 55세 등산객인 존 솔로몬과 가진 인터뷰를 인용했다. 솔로몬은 2018년 12월에 등산 캠프에서 우지윈과 이야기를 나눴다. 다음날 솔로몬이 산길에서 만난 우지윈의 배낭 무게는 약 31.7kg이었는데 솔로몬의 배낭 무게의 2배라고 전했다. 솔로몬은 대만 산길의 균형을 맞추기 위해 '극경량 등산' 장비를 주장했다. 대만의 작가인 룽잉타이는 2019년 1월 23일 페이스북에 1,200자 이상에 달하는 평론인 《대만에서는 '순수한 다우산'에 대한 계엄이 해제되어서는 안 된다》(台灣未解嚴 《純粹大武山》)를 써서 이 문제에 대한 자신의 견해를 밝혔다.